# Apátvarasd
Apátvarasd es un pueblo ubicado en el condado de Baranya, Hungría.

## Superficie
Posee una superficie de 8,14 kilómetros cuadrados.

## Demografía
Hasta 2021 la población era de 95 habitantes, con una densidad de población de 11,67 habitantes por kilómetro cuadrado.